# MTMR2
MTMR2‏ (Myotubularin related protein 2) هوَ بروتين يُشَفر بواسطة جين MTMR2 في الإنسان.